# Hrúbky
Hrúbky (polsky Hrubki, 1186 m n. m.) je hora v Bukovských vrších na slovensko-polské státní hranici. Nachází se v pohraničním hřebeni mezi vrcholy Čierťaž (1071 m) na západě a Kamenná lúka (1201 m) na východě. Jižní svahy spadají do údolí potoka Stužická rieka, severní do údolí potoka Górna Solinka. Vrcholem hory prochází hranice mezi slovenským NP Poloniny a polským NP Bieszczady. Na slovenské straně se rozkládá NPR Stužica.

## Přístup
- po červené  značce z vrcholu Kremenec
- po červené  značce z vrcholu Čierťaž